# Планетарный сканер
Планета́рный ска́нер (англ. planetary scanner) — разновидность сканера изображений, использующаяся для сканирования книг и сброшюрованных документов. Планетарные сканеры широко используются для оцифровки оригиналов, требующих деликатного обращения (ветхих, исторических документов). Часто используются название «книжный сканер», «бесконтактный сканер».

## Устройство
Основным элементом планетарного сканера является сканирующая головка, расположенная на высоте нескольких десятков сантиметров над сканируемым объектом. Сканирующая головка может быть устроена по принципу сканирующей линейки и осуществлять сканирование посредством «просмотра» документа от одного края до другого. Также головки могут оснащаться матрицами, устроенными по принципу матрицы цифрового фотоаппарата. Такие устройства осуществляют сканирование за одно раскрытие затвора, что значительно ускоряет процесс.
Многие модели сканеров оснащаются книжной колыбелью, которая предназначена для выравнивания высоты страниц сканируемого документа. В зависимости от модели сканера, колыбель может оснащаться прижимным стеклом для разглаживания поверхности документа и уменьшения искажений при сканировании. Для сканирования книг или сшитых документов с ограниченным углом раскрытия существуют V-образные книжные колыбели. Стоит отметить, что некоторые производители оснащают сканеры с V-образной колыбелью двумя сканирующими головками, расположенными симметрично и с таким наклоном к вертикальной оси, что каждая головка сканирует только одну страницу книги.